# David Vega
David Vega (17 de noviembre de 1980, Córdoba, Argentina) es un futbolista que juega de volante y actualmente se encuentra en el Club Deportivo La Armonía de Bahía Blanca, luego de finalizar su vínculo con Olimpo de Bahía Blanca, equipo en el que estuvo por 12 años consecutivos.

## Trayectoria
Hizo las divisiones inferiores en el Club General Paz Juniors. Debutó profesionalmente en el año 1998 en el Club Atlético Talleres (Córdoba) con el que salió campeón de la Copa Conmebol 1999. Jugó en el Club Atlético Talleres (Córdoba) hasta el año 2004.
En el año 2004 año fue comprado por Defensa y Justicia, club con el que estuvo vinculado hasta mediados del 2009, momento en el que fue transferido al Club Olimpo, club en el que actualmente se encuentra prestando sus servicios. En el Club Olimpo logró consagrarse Campeón de la Primera B Nacional durante la temporada 2009 - 2010.
En el la temporada del 2010 - 2011 Vega se destacó en muy pocos partidos ya que se lesionó en el partido contra Colón y quedó afuera hasta la 19ª fecha contra Quilmesen donde disputó un gran encuentro y Olimpo se mantuvo en primera obligando a River Plate a jugar la promoción la cual perdió contra Belgrano de Córdoba. En la temporada 2011-2012 se destacó en el empate 1-1 con Boca Juniors y luego el técnico Omar De Felippe lo llevó al banco y luego bajo la dirección de Mauro Laspada jugó partidos con la reserva.

## Clubes
| Club                 | País      | Año               |
| -------------------- | --------- | ----------------- |
| Talleres             | Argentina | 1998-2004         |
| Alummi               | Argentina | 2004-2005         |
| Defensa y Justicia   | Argentina | 2005-2009         |
| Olimpo               | Argentina | 2009-2021         |
| C.D. La Armonía (BB) | Argentina | 2021 - Actualidad |

## Estadísticas
- Actualizado hasta el 17 de enero de 2021.

| Equipo | Div.                | Temporada           | Liga     | Liga  | Copa Nacional(1) | Copa Nacional(1) | Copa Internacional(2) | Copa Internacional(2) | Total    | Total |
| Equipo | Div.                | Temporada           | Partidos | Goles | Partidos         | Goles            | Partidos              | Goles                 | Partidos | Goles |
| Talleres Argentina                                                                                            | 1ª                  | 1998-2004           | 23       | 0     | -                | -                | 3                     | 0                     | 26       | 0     |
| Talleres Argentina                                                                                            | Total               | Total               | 23       | 0     | -                | -                | 3                     | 0                     | 26       | 0     |
| Alumni Argentina                                                                                              | 4ª                  | 2004-2005           | 22       | 4     | -                | -                | -                     | -                     | 22       | 4     |
| Alumni Argentina                                                                                              | Total               | Total               | 22       | 4     | -                | -                | -                     | -                     | 22       | 4     |
| Defensa y Justicia Argentina                                                                                  | 2ª                  | 2005-2008           | 89       | 9     | -                | -                | -                     | -                     | 89       | 9     |
| Defensa y Justicia Argentina                                                                                  | 2ª                  | 2008/09             | 38       | 3     | -                | -                | -                     | -                     | 38       | 3     |
| Defensa y Justicia Argentina                                                                                  | Total               | Total               | 127      | 12    | -                | -                | -                     | -                     | 127      | 12    |
| Olimpo Argentina                                                                                              | 2ª                  | 2009/10             | 30       | 2     | -                | -                | -                     | -                     | 30       | 2     |
| Olimpo Argentina                                                                                              | 1ª                  | 2010/11             | 22       | 3     | -                | -                | -                     | -                     | 22       | 3     |
| Olimpo Argentina                                                                                              | 1ª                  | 2011/12             | 24       | 0     | 1                | 0                | -                     | -                     | 25       | 0     |
| Olimpo Argentina                                                                                              | 2ª                  | 2012/13             | 13       | 1     | 2                | 0                | -                     | -                     | 15       | 1     |
| Olimpo Argentina                                                                                              | 1ª                  | 2013/14             | 17       | 3     | 1                | 0                | -                     | -                     | 18       | 3     |
| Olimpo Argentina                                                                                              | 1ª                  | 2014                | 11       | 0     | -                | -                | -                     | -                     | 11       | 0     |
| Olimpo Argentina                                                                                              | 1ª                  | 2015                | 9        | 1     | -                | -                | -                     | -                     | 9        | 1     |
| Olimpo Argentina                                                                                              | 1ª                  | 2016                | 8        | 0     | 2                | 0                | -                     | -                     | 10       | 0     |
| Olimpo Argentina                                                                                              | 1ª                  | 2016/17             | 6        | 0     | -                | -                | -                     | -                     | 6        | 0     |
| Olimpo Argentina                                                                                              | 1ª                  | 2017/18             | 0        | 0     | -                | -                | -                     | -                     | 0        | 0     |
| Olimpo Argentina                                                                                              | 2ª                  | 2018/19             | 18       | 0     | -                | -                | -                     | -                     | 18       | 0     |
| Olimpo Argentina                                                                                              | 3ª                  | 2019/20             | 13       | 1     | -                | -                | -                     | -                     | 13       | 1     |
| Olimpo Argentina                                                                                              | 3ª                  | 2020                | 6        | 0     | -                | -                | -                     | -                     | 6        | 0     |
| Olimpo Argentina                                                                                              | Total               | Total               | 177      | 11    | 6                | 0                | -                     | -                     | 183      | 11    |
| Total en su carrera                                                                                           | Total en su carrera | Total en su carrera | 349      | 27    | 6                | 0                | 3                     | 0                     | 358      | 27    |
| (1) La copa nacional se refiere a la Copa Argentina. (2) La copa internacional se refiere a la Copa Conmebol. |                     |                     |          |       |                  |                  |                       |                       |          |       |

## Palmarés
| Título             | Club                | País      | Año  |
| ------------------ | ------------------- | --------- | ---- |
| Copa Conmebol      | Talleres de Córdoba | Argentina | 1999 |
| Primera B Nacional | Olimpo              | Argentina | 2010 |